# モンタボーネ
モンタボーネ（伊: Montabone）は、イタリア共和国ピエモンテ州アスティ県にある、人口約300人の基礎自治体（コムーネ）。

## 地理

### 位置・広がり

#### 隣接コムーネ
隣接するコムーネは以下の通り。括弧内のALはアレッサンドリア県所属を示す。
- アックイ・テルメ (AL)
- ビスターニョ (AL)
- カステル・ボリオーネ
- カステル・ロッケーロ
- ロッケッタ・パラフェーア
- テルツォ (AL)

#### 地震分類
イタリアの地震リスク階級 (it) では、4 に分類される
。

## 行政

### 分離集落
モンタボーネには、以下の分離集落（フラツィオーネ）がある。
- Ferraris, Girini, Lacqua, Merlamorta